# كاندي تومسون
كاندي تومسون هي لاعب هوكي الحقل كندية، ولدت في 8 مارس 1967.

## وصلات خارجية
- كاندي تومسون على موقع اللجنة الأولمبية الدولية (الإنجليزية)
- كاندي تومسون على موقع أوليمبيديا (الإنجليزية)
- كاندي تومسون على موقع اللجنة الأولمبية الكندية (الإنجليزية)